# Schefflera tahanica
Schefflera tahanica är en araliaväxtart som beskrevs av David Gamman Frodin. Schefflera tahanica ingår i släktet Schefflera och familjen araliaväxter. Inga underarter finns listade.